# Karl Kordina
Karl Kordina (* 7. August 1919 in Wien; † 14. August 2005 in Braunschweig) war ein in Österreich geborener und später in Deutschland lebender Bauingenieur.

## Leben und Wirken
Kordina maturierte 1937 in Wien. Von 1938 bis 1941 studierte er Bauingenieurwesen an der Technischen Hochschule in Wien und arbeitete danach kurzzeitig als Brückenbauer bei der Reichsbahn. Er nahm als Soldat am Zweiten Weltkrieg teil, wurde verwundet, arbeitete wieder zwischenzeitlich bei der Reichsbahn und geriet schließlich in Norddeutschland in Gefangenschaft. Ab Herbst 1945 arbeitete er als Bauingenieur bei verschiedenen Bauunternehmungen und einem Ingenieurbüro.
Ab 1953 war er als wissenschaftlicher Mitarbeiter von Hubert Rüsch am Institut für Massivbau der Technischen Hochschule München tätig, wo er 1957 mit einer Arbeit über das Tragverhalten von Stahlbetonstützen promovierte.
1959 wurde er als Nachfolger von Theodor Kristen auf den Lehrstuhl für Baustoffkunde und Stahlbetonbau der Technischen Hochschule Braunschweig berufen. 1968 übernahm er dort den Lehrstuhl für Massivbau. Ab 1961 erfolgte unter seiner Leitung der Aufbau eines neuen Instituts für Baustoffe, Massivbau und Brandschutz mit angeschlossener Amtlicher Materialprüfanstalt für das Bauwesen (ab 1963) am heutigen Standort. Er initiierte den Sonderforschungsbereich 148 Brandverhalten von Bauteilen der Deutschen Forschungsgemeinschaft, dem er während seiner Laufzeit von 1972 bis 1986 als Sprecher vorstand. Er leitete Naturbrandversuche im Originalmaßstab an einem Haus in Lehrte sowie in einem Tunnel in Norwegen. 1987 wurde er emeritiert. Auch danach betrieb er weiter Forschung. Nach der deutschen Wiedervereinigung engagierte er sich bis 1997 als Direktor bei der Materialforschungs- und Prüfanstalt für das Bauwesen in Leipzig.
Kordina beschäftigte sich insbesondere mit dem Tragverhalten von Stahlbetonstützen und -rahmen, mit Stabilitätsproblemen (Knicken), mit Schalentragwerken, mit Vorspannung und Segmentbau, mit dem Brandverhalten von Bauteilen, mit Schallschutz, mit Sicherheitstheorie, mit Korrosion und Korrosionsschutz, mit Betoninstandsetzung, mit Kriechen und Schwinden von Beton sowie mit der Alkali-Kieselsäure-Reaktion von Beton.
Kordina war u. a. mit folgenden Bauwerken befasst:
- Lachswehrbrücke Lübeck (Alkali-Kieselsäure-Reaktion)
- Herrenbrücke Lübeck (Dauerhaftigkeit)
- Eidersperrwerk (Dauerhaftigkeit)
- Rheinbrücke Köln-Rodenkirchen (Dauerhaftigkeit)
- Rheinbrücke Rees-Kalkar (Einsturzursache und Wiederaufbau)
- Kongresshalle (Berlin) (Einsturzursache)[3]
- 4. Röhre Neuer Elbtunnel (Brandschutzkonzept)

Seine Hauptverdienste liegen im Brandschutz und in einer gegen starke Widerstände durchgesetzten neuen Dimensionierung schlanker Stahlbetonstützen gegen Knicken unter Berücksichtigung von geometrischen und stofflichen Nichtlinearitäten. Kordina hatte großen Anteil an Normen im Bereich des Stahlbetonbaus und des Brandschutzes und war Mitglied in zahlreichen nationalen und internationalen Gremien.
Kordina war verheiratet mit der Leitenden Staatsanwältin Brigitta Kordina (* 3. März 1941; † 25. Juli 2021) und hatte mehrere Kinder.

## Auszeichnungen
- Ehrendoktorwürde der Universität Bochum
- Ehrenmitglied der Fédération Internationale de la Précontrainte
- Mitglied der Braunschweigischen Wissenschaftlichen Gesellschaft
- Heinrich-Henne-Medaille des Vereins zur Förderung des Deutschen Brandschutzes e. V.
- Bundesverdienstkreuz am Bande (1980)
- Emil-Mörsch Denkmünze des Deutschen Betonvereins
- DIN-Ehrennadel des Deutschen Instituts für Normung
- Ehrendoktorwürde der Universität Leipzig (posthum)

## Sonstiges
Kordina spielte Geige und Bratsche. Er setzte sich stark für seine Mitarbeiter ein, war bekannt für seinen Wiener Charme und gleichzeitig gefürchtet wegen seines Temperaments. Das zeigte er mehr als deutlich während der Studentenunruhen und Streiks an der TU Braunschweig zusammen mit den Kollegen Hecht und Pieper. (siehe: Abschnitt: „Jahre des Umbruchs“ in: Braunschweiger Schule)